# رايموند إي. بيج
رايموند إي. بيج (بالإنجليزية: Raymond E. Page)‏ هو مهندس معماري أمريكي، ولد في 1895، وتوفي في 1992.